# フランソワ・ドルレアン (1854-1872)

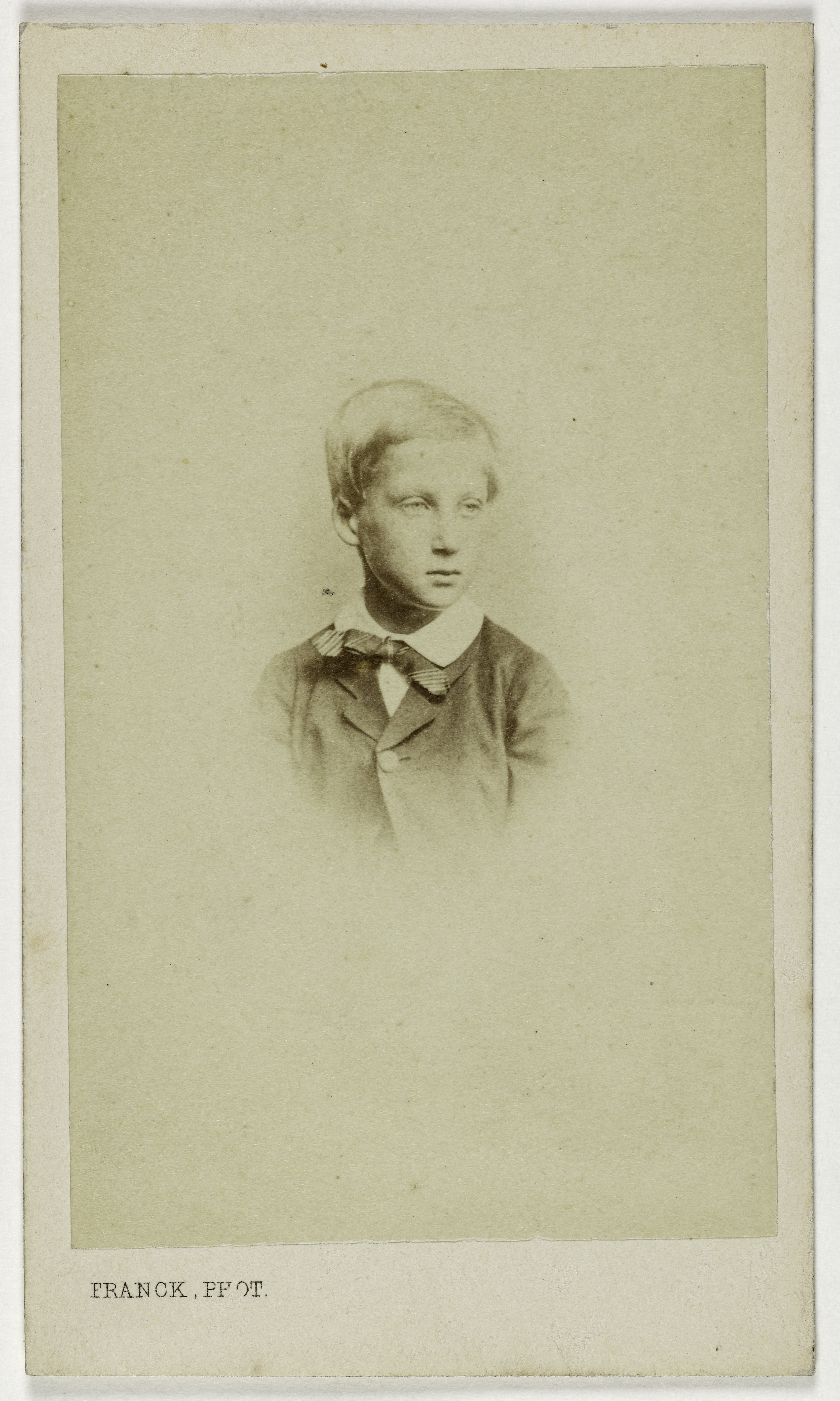
フランソワ・ドルレアン、フランク撮影、カルナヴァレ美術館蔵

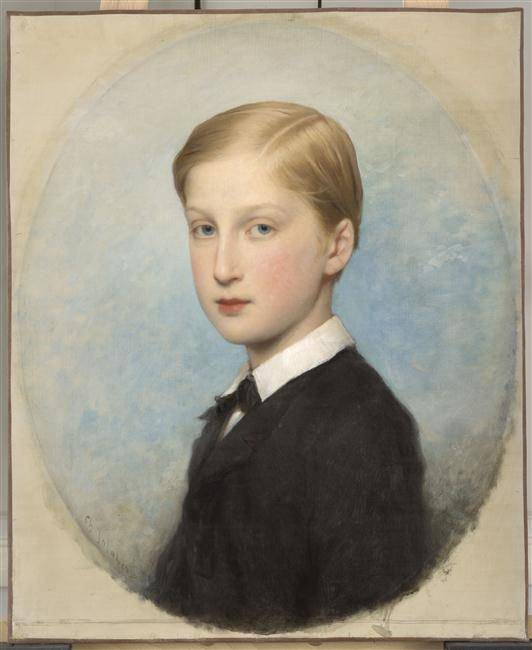
C・ジャラベールによる肖像画、1865年頃、コンデ美術館蔵

フランソワ・ルイ・マリー・フィリップ・ドルレアン（François Louis Marie Philippe d’Orléans, 1854年1月5日 トゥイッケナム - 1872年7月25日 パリ）は、フランスの旧王族オルレアン家の子孫。ギーズ公（duc de Guise）の儀礼称号で呼ばれた。

## 生涯
フランス王ルイ・フィリップの五男オマール公アンリと、その妻の両シチリア王女マリー＝カロリーヌの間の四男。誕生時、すでにオルレアン家は1848年革命で故国を追われロンドンに亡命しており、同市郊外トゥイッケナムにある両親の住居オーリンズ・ハウスで誕生した。夭折した2人の兄に与えられていたギーズ公の儀礼称号を引き継いだ。キングストン・アポン・テムズのセント・ラファエル教会で受洗し、父の次兄ヌムール公爵及び公爵夫人が代父母を務めた。
長兄のコンデ公が1866年5月に20歳で死ぬと、両親にとって唯一の生存している子となった。3年後の1869年12月には母オマール公爵夫人も亡くなるが、母は死の前年にギーズ公に向かい次のように言い残した：
翌1870年9月、父オマール公はスダンの戦いでのフランス敗北の報を聞くと、兄ジョアンヴィル公とともにフランス軍に入って戦おうとしたが、亡命法の規定により入国を許されず、船で英国に送り返された。しかし1871年2月、オマール公はオワーズ県選出の代議員議員に当選し、同年7月にはオルレアン家の入国を禁じるナポレオン3世の定めた亡命法が撤廃された。これに伴い、ギーズ公は父及び外祖母サレルノ公妃とともに、祖国フランスに初めて足を踏み入れた。
ギーズ公は幼い頃から病弱であったが、狩猟を趣味としており、フランス当局の許可を得て狩猟にいそしんだ。また、オルレアン家に長年仕え、英国での亡命生活をも共にしたニコラ・オーギュスト・グーユ神父（1799年 - 1881年）を宗教上の師と仰ぎ、老神父との友情を深めた。リセ・コンドルセを卒業後、パリ大学に入学し科学の学位取得に向けた準備をしていた。しかし1872年7月に猩紅熱に罹患し、同月21日に容体が急変した。公爵家の侍医アンリ・グエノー・ド・ミュシーによる治療は何の役にも立たなかった。いよいよ危篤になると、ギーズ公の死の床には家族と一部の親族だけが急いで呼び集められた。従兄で家長のパリ伯爵が到着して枕元に来ると、いよいよギーズ公はグーユ神父の手で終油の秘蹟を受けた。1872年7月25日、ギーズ公はパリ8区のフォーブール＝サントノレ通り128番地に建つ父の邸宅で息を引き取った。
ギーズ公の遺骸は、1872年7月27日ドルー駅に到着した。オルレアン家の人々、そして父公爵の同僚であるフランス代議院議員や将軍たちが葬送列車に同乗していた。棺は駅で、4頭立ての白馬が引く、星柄がちりばめられた白い御者付き霊柩馬車に乗せられた。主たる会葬者は父オマール公、家長パリ伯爵、父の3人の兄弟ヌムール公、ジョアンヴィル公、モンパンシエ公、従兄のパンティエーヴル公であった。宗教儀礼の後、遺骸はドルーのサン＝ルイ王室礼拝堂に安置された。同日、ノートルダム＝ド＝ラ＝コンパシオン教会及びサン＝フィリップ＝デュ＝ロール教会のパリの2つの宗教施設でもギーズ公の追善供養行事が催された。最年長の従兄にあたるベルギー王レオポルド2世は、同年7月27日から8月10日までの15日間のギーズ公に対する服喪をブリュッセル宮廷に命じた。
ギーズ公の死により、父オマール公は後継者を失い、オマール公爵家は断絶が確定した。新聞各紙は、オマール公は跡継ぎ息子の死に打ちのめされて政界引退・軍務退役かと騒いだが、実際にはそうはならなかった。

## 引用・脚注
1. ↑  Cooper, Thompson (1872) (英語). Men of the Time: A dictionary of Contemporaries containing biographical notices of eminent characters of both sexes. Gge Routledge and Sons
2. 1 2  Haydn, Joseph (1892) (英語). Dictionary of Dates and Universal Information Relating to All Ages and Nations. Ward, Lock, Bowden
3. 1 2 3 4 5  Garnier-Pelle, Nicole (2009) (英語). The Condé Museum at the Château de Chantilly: the paintings collection. Flammarion. ISBN 978-2-08-122581-7
4. 1 2  Allen, Hugh Anthony (1943) (英語). Window in Provence. Bruce Humphries
5. ↑   (英語) Harper's New Monthly Magazine. Harper. (1872)